# Рабяни
Рабяни (пол. Rabiany) — село в Польщі, у гміні Коритниця Венґровського повіту Мазовецького воєводства.
Населення — 250 осіб (2011).
У 1975-1998 роках село належало до Седлецького воєводства.

## Демографія
Демографічна структура станом на 31 березня 2011 року:
|          | Загалом | Допрацездатний вік | Працездатний вік | Постпрацездатний вік |
| -------- | ------- | ------------------ | ---------------- | -------------------- |
| Чоловіки | 135     | 29                 | 87               | 19                   |
| Жінки    | 115     | 31                 | 54               | 30                   |
| Разом    | 250     | 60                 | 141              | 49                   |